# Mineralglas
Mit der Bezeichnung Mineralglas unterscheidet man in bestimmten Bereichen das Normalglas vom weicheren und leichteren Kunststoffglas bzw. vom härteren Saphirglas.

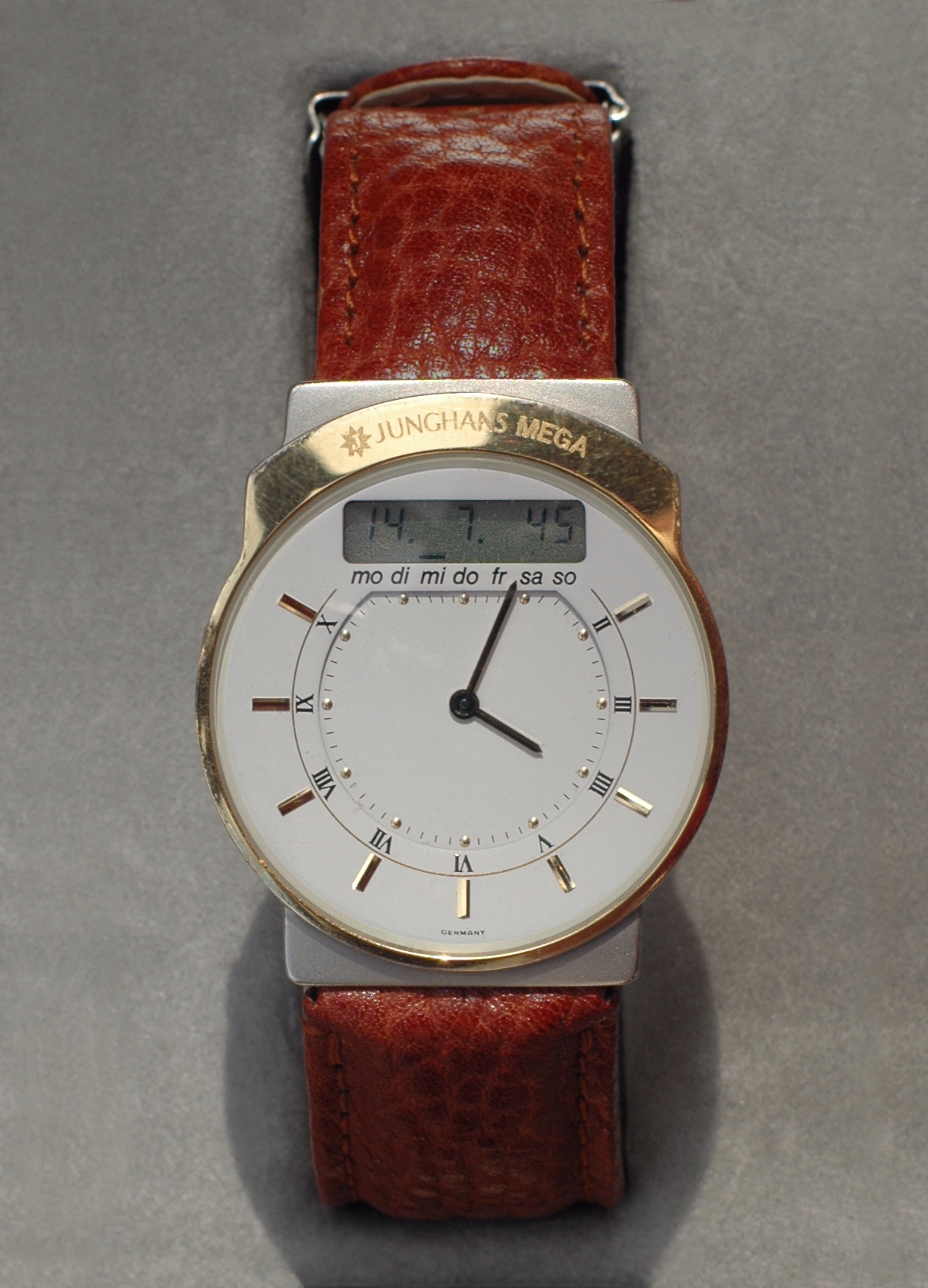
18 Jahre alte, gebrauchte Armbanduhr mit kaum verkratztem Mineralglas

Dies ist zum Beispiel bei Brillen und hochwertigen Armbanduhren der Fall, etwa bei der Junghans Mega, der weltweit ersten funkgesteuerten Analog-Armbanduhr.  Mit der Bezeichnung Mineralglas wird das verwendete Uhrenglas gegen die viel weicheren Kunststoffgläser und die viel härteren Saphirgläser abgegrenzt.
Mineralglas findet zum Beispiel bei Brillen und Armbanduhren Verwendung. Dort bietet es eine Balance zwischen Kratzfestigkeit und Herstellungskosten. Bekannte Anwendungsbeispiele sind hochwertige Uhren wie die Junghans Mega, die weltweit erste funkgesteuerte Analog-Armbanduhr mit Mineralglas. Gegenüber weicheren Kunststoffgläsern (z. B. Acryl) und härteren Saphirgläsern bietet es mittlere Beständigkeit.
Gehärtetes Mineralglas wird durch spezielle Verfahren bei der Herstellung (z. B. durch spezielles Erhitzen oder durch Bedampfen) an seiner Oberfläche widerstandsfähiger gemacht (siehe z. B. Gorilla Glas). Es hat hierdurch eine Härte von etwa 900 Vickers. Saphirglas hat hingegen eine Härte von etwa 2000 Vickers, ist jedoch auch teurer.